# 라킨 버스 터미널
라킨 버스 터미널(Larkin Transport Terminal Complex)은 말레이시아의 조호르바루에 있는 버스 터미널이다. 말레이시아 각지에 장거리 버스가 운행된다. 1994년 라이언 그룹에 의해 건설이 시작되어 1996년에 완성되었다.